# كيفين برو
كيفن برو (ولد في 12 ديسمبر 1988) هو لاعب كرة قدم موريشيوسي محترف ولد في فرنسا.

## مسيرة دولية
شارك برو في عدة مباريات مع المنتخب الفرنسي لأقل من 19 عامًا، لكنه لم يمثل فرنسا مع الفريق الأول .  قدم برو عدة مباريات في السابق لفريق تحت 18 سنة الفرنسي. 
نظرًا لأصوله الموريشي (والديه من جزيرة المحيط الهندي)، سنحت له الفرصة لتمثيل موريشيوس دوليًا، وهو ما حصل عليه عام 2011.   حصل على أول مباراة لموريشيوس في 5 يونيو 2011 ، في مباراته التأهيلية ضد الاتحاد الكونغولي لكرة القدم.  بعد ثلاث سنوات، تم استدعاء برو للمنتخب الوطني مرة أخرى ولعب مباراته الأولى في 20 أبريل 2014 ، في خسارة 2-0 أمام موريتانيا .  بعد ثلاث سنوات، في 28 مارس 2017 ، قاد برو موريشيوس للمرة الأولى في مسيرته وصنع هدفًا لوالتر دوبري أمام سانت مارتن، وتعادل 1-1 أمام جزر القمر .  منذ ذلك الحين، تولى قيادة الفريق الوطني طوال العام.  في العام التالي، في 22 مارس 2018 ، سجل هدفه الأول لموريشيوس، بفوزه 1-0 على ماكاو . 

## الشخصية
والدي برو من موريشيوس . شقيقه جوناثان هو أيضًا لاعب كرة قدم سابق   ومثل موريشيوس دوليًا أيضًا مع منتخب موريشيوس الوطني لكرة القدم .  ترعرع برو في باريس ، فرنسا،  فكر في طفولته قائلاً: «لقد كانت منطقة صعبة وصعبة حيث ترعرعت ولدي أصدقاء في السجن ولا يزالون في السجن، من يدري ماذا يمكن أن يكون؟ حدث لي إذا لم أقم بلعب كرة القدم؟ ربما كنت قد انزلقت على هذا الطريق الذي ذهب إليه بعض أصدقائي، لا أعرف. من سن السادسة رغم ذلك، كنت أرغب دائمًا في لعب كرة القدم وأخي وكنت ألعب كل دقيقة كان لدينا فيها مجانًا.» 
بالإضافة إلى التحدث باللغة الفرنسية، يتعلم برو حاليًا اللغة البلغارية والإنجليزية كنتيجة للانتقال إلى ليفسكي صوفيا وإبسويتش تاون على التوالي.   وكيل برو أنطوان سيبيريسكي ، ساعده على الانتقال إلى إبسويتش تاون. 

## روابط خارجية
- كيفين برو على موقع رابطة كرة القدم الفرنسية للمحترفين (الإنجليزية)
- كيفين برو على موقع قاعدة بيانات كرة القدم.إي يو (الإنجليزية)
- كيفين برو على موقع ناشيونال فوتبول تيمز (الإنجليزية)
- كيفين برو على موقع Soccerbase.com (لاعب) (الإنجليزية)
- كيفين برو على موقع Soccerway.com (الإنجليزية)
- الملف الشخصي في LevskiSofia.info (بالإنجليزية)